# Ansámbl
Ansámbl je umělecký soubor, a to například divadelní nebo hudební. Pojem se objevuje rovněž přímo v divadelním představení, například v dramatu Záskok uváděného Divadlem Járy Cimrmana se vyskytuje spojení „Seznámili jsme se s několika zvláštnostmi Cimrmanovy kočující herecké společnosti. Osobitých rysů bylo ale víc. Ansámbl například proslul nezvykle rychlými přesuny.“